# Creoleon falcatus
Creoleon falcatus is een insect uit de familie van de mierenleeuwen (Myrmeleontidae), die tot de orde netvleugeligen (Neuroptera) behoort. 
Creoleon falcatus is voor het eerst wetenschappelijk beschreven door Navás in 1922.